# Zwillikon
Zwillikon är en ort i kommunen Affoltern am Albis i kantonen Zürich i Schweiz. Den ligger cirka 12,5 kilometer sydväst om Zürich. Orten har 1 304 invånare (2021).